# بول باشيت
بول باشيت  (بالإنجليزية: Paul Buchheit) هو مبرمج ومطور برامج أمريكي. كان المبتكر والمطور لتطبيق جي ميل. طور النموذج الأصلي من جوجل ادسنس كجزء من عمله في Gmail. واقترح أيضا على جوجل الشعار الشهير «لا تكن شريرا» وذلك في عام 2000.

## النشأة والتعليم
نشأ بول باشيت في ويبستر، نيويورك. وقال انه انضم لجامعة كيس ويسترن ريزيرف في كليفلاند، أوهايو

## الحياة المهنية
عمل باشيت في إنتل وأصبح لاحقا من ضمن أول 23 موظف مؤسس في بدايات جوجل. بدأ تطوير خدمة البريد الإلكتروني جي ميل في عام 2001، مع الابتكارات في البحث والتخزين. وترك جوجل في عام 2006، بدأ بول بعمل خدمة FriendFeed، التي أطلقها في عام 2007 (استحوذت عليها شركة فيس بوك في عام 2009 في صفقة خاصة).
في عام 2010، ترك بول فيس بوك ليصبح شريكا في شركة Y Combinator للإستثمار. من 2006 (عندما بدأ الاستثمار) حتى عام 2008، استثمر باشيت حوالي 1.21 مليون في 32 شركات مختلفة. كما واصل الإشراف على الاستثمارات الخاصة في «حوالي 40» من الشركات الناشئة (حسب تقدير بلده).

### الأوسمة والشهادات
في 2011 فاز بول بجائزة الخبير الاقتصادي في مجال الابتكار والمقدمة من ذي إيكونوميست من أجل «الحوسبة والاتصالات الميدانية».

## وصلات خارجية
- مدونة بول باشيت، مؤرشف من الأصل في 2019-05-31
- صفحة باشيت على فريند فيد، مؤرشف من الأصل في 2015-04-10
- حساب باشيت على تويتر، مؤرشف من الأصل في 2019-06-10
- "مقابلة مع باشيت في فيسبوك"، You tube، جوجل، مؤرشف من الأصل في 2024-12-22
- Roberts، Russ (21 سبتمبر 2009). "Buchheit on Google, Friendfeed, and Start-ups". EconTalk. Library of Economics and Liberty. مؤرشف من الأصل في 2018-02-17.
- Buchheit's Talk at Stanford University، مؤرشف من الأصل في 2025-01-21 (23 مايو 2012). بول يناقش وجهات نظره بشأن مستقبل ريادة التكنولوجيا ورأس المال الاستثماري، وغيرها من الجوانب الأساسية من بدء شركة البناء والنمو في الأعمال الكبيرة، بما في ذلك على سبيل المثال Y Combinator نموذج مقابل النموذج التقليدي على رأس المال الاستثماري.